# Vuelta a España 2022/7. Etappe
Die 7. Etappe der Vuelta a España 2022 fand am 26. August 2022 statt und führte die 77. Austragung des spanischen Etappenrennens ins Hochland der Iberischen Meseta. Von Camargo aus ging es über 190 Kilometer in Richtung Südwesten nach Cistierna. Nach der Zielankunft hatten die Fahrer insgesamt 1103,5 Kilometer absolviert, was 33,6 % der Gesamtdistanz der Rundfahrt entspricht.

## Streckenführung
Der Start der Etappe erfolgte in Camargo, das in der Nähe der Stadt Santander liegt. Nun ging es über Torrelavega und Cabezón de la Sal zur Nordküste nach San Vicente de la Barquera. Auf diesen rund 70 Kilometern wurden mehrere kürzere Anstiege überquert, die jedoch nicht kategorisiert waren. Bei Panes beginnt die Straße erneut anzusteigen und führt entlang des Río Deva stromaufwärts nach Potes. In diesem Streckenabschnitt durchfuhr die Rundfahrt die eindrucksvolle Schlucht des Desfiladero de La Hermida, die als Grenze zwischen den Regionen Kantabrien und Asturien dient. Kurz nach Potes (370 m) begann die offizielle Steigung auf den Puerto de San Glorio (1603 m), der als Bergwertung der 1. Kategorie klassifiziert war. Auf seiner Länge von 22,5 Kilometern weist der Pass eine durchschnittliche Steigung von 5,5 % auf, wobei seine einzelnen Kilometerschnitte nur selten über 7 % betragen. Nachdem die Kuppe 64,2 Kilometer vor dem Ziel überquert wurde, folgte eine deutlich kürzere Abfahrt nach Portilla de la Reina. Nun blieben die Fahrer auf einer Höhe von rund 1000 Metern und gelangten nach Riaño, das am Embalse de Riaño liegt. 22 Kilometer vor dem Ziel wurde in Las Salas ein Zwischensprint ausgefahren, bei dem auch Zeitbonifikationen vergeben wurden. Die letzten Kilometer führten anschließend weiterhin leicht abfallend nach Cistierna, wo sich das Ziel auf der Avenida de la Constitución befand.
|                            | Ort                  | Kilometer | Länge (km) | Höhe (m) | Ø Steigung |
| -------------------------- | -------------------- | --------- | ---------- | -------- | ---------- |
| Start                      | Camargo              | 0         |            |          |            |
| Bergwertung (1. Kategorie) | Puerto de San Glorio | 125,8     | 22,5       | 1603     | 5,5 %      |
| Zwischensprint             | Las Salas            | 168,0     |            |          |            |
| Bonussprint                | Las Salas            | 168,0     |            |          |            |
| Ziel                       | Cistierna            | 190,0     |            |          |            |

## Rennverlauf und Ergebnisse
Auch im Vorfeld der 7. Etappe kam es zu positiven COVID-19-Tests. Betroffen waren die beiden AG2R Citroën Fahrer Jaakko Hänninen und Andrea Vendrame, die beide das Rennen nicht in Angriff nahmen. Nach rund sechs gefahrenen Kilometern bildete sich eine Ausreißergruppe, in der mit Fred Wright (Bahrain Victorious), Harry Sweeny (Lotto Soudal), Jesús Herrada (Cofidis), Omer Goldstein (Israel-Premier Tech), Samuele Battistella (Astana Qazaqstan) und Jimmy Janssens (Alpecin-Deceuninck) sechs Fahrer vertreten waren. Aufgrund der großen Rückstände in der Gesamtwertung, stellte keiner der Fahrer eine Gefahr für den gesamtführenden Remco Evenepoel (Quick-Step Alpha Vinyl) dar. Auf den ersten 25 Kilometern versuchten die Mannschaften Euskaltel-Euskadi die Gruppe wieder einzuholen, um ebenfalls einen Fahrer in der Ausreißergruppe zu positionieren, was ihnen jedoch nicht gelang. Anschließend beruhigte sich die Lage im Feld und der Vorsprung der Fluchtgruppe wuchs auf über vier Minuten an.
Im Anstieg des Puerto de San Glorio (1603 m) hielten die Mannschaften Trek-Segafredo, BikeExchange-Jayco und Quick-Step Alpha Vinyl das Tempo hoch, was dazu führte, dass mit Pascal Ackermann (UAE Team Emirates) ein Top-Sprinter abgehängt wurde. Auch der Führende in der Bergwertung, Victor Langellotti (Burgos-BH), konnte dem Tempo des Pelotons nicht folgen und fiel zurück. In der Ausreißergruppe verlor zudem Omer Goldstein den Kontakt zu seinen Fluchtgefährten und wurde noch vor der Passhöhe von der Hauptgruppe gestellt. Die Bergwertung am höchsten Punkt der Etappe sicherte sich Jesús Herrada vor Fred Wright und Jimmy Janssens. Im Kampf um das gepunktete Trikot stellten die Fahrer jedoch keine Gefahr für Victor Langellotti dar, der auf dem Anstieg der 1. Kategorie keine Punkte holte. Nachdem die Kuppe überquert wurde, hielten die Mannschaften BikeExchange-Jayco und Arkea-Samsic das Tempo weiter hoch, wodurch der Vorsprung der Ausreißergruppe weiter schmolz. Im Zwischensprint, der rund 22 Kilometer vor dem Ziel ausgefahren wurde, setzte sich Fred Wright vor Harry Sweeny und Samuele Battistella durch.

Zehn Kilometer vor dem Ziel betrug der Vorsprung der verbliebenen fünf Ausreißer immer noch über rund eine Minute. Die Gruppe behauptete ihren Vorsprung auf den letzten Kilometern, und so kam es zu einem Sprint aus der Ausreißergruppe. Fred Wright eröffnete den Sprint an erster Position liegend und sah lange wie der sichere Sieger aus. Auf den letzten Metern schoben sich jedoch noch Jesús Herrada und Samuele Battistella an dem Briten vorbei. Jesús Herrada setzte sich knapp vor Samuele Battistella durch und feierte seinen insgesamt zweiten Etappensieg bei der Vuelta a España. Im Sprint aus dem Hauptfeld setzte sich Sam Bennett (Bora-hansgrohe) durch, der somit seinen Vorsprung in der Punktewertung auf Mads Pedersen (Trek-Segafredo) etwas ausbaute. In der Gesamtwertung sowie den anderen Sonderwertungen kam es zu keinen Veränderungen. Mit Rémy Rochas (Cofidis) erreichte ein Starter der Etappe das Ziel nicht, womit noch 175 Fahrer in der Rundfahrt verblieben.
| \| Etappenergebnis \| Etappenergebnis \| Etappenergebnis \| Etappenergebnis \| Etappenergebnis \| \| Fahrer \| Fahrer \| Land \| Team \| Zeit \| \| --------------- \| ------------------- \| ---------------------- \| ----------------------- \| --------------- \| \| 1. \| Jesús Herrada \| Spanien \| Cofidis \| 4 h 30 min 58 s \| \| 2. \| Samuele Battistella \| Italien \| Astana Qazaqstan Team \| + 0 s \| \| 3. \| Fred Wright \| Vereinigtes Königreich \| Bahrain Victorious \| + 0 s \| \| 4. \| Jimmy Janssens \| Belgien \| Alpecin-Deceuninck \| + 0 s \| \| 5. \| Harry Sweeny \| Australien \| Lotto-Soudal \| + 0 s \| \| 6. \| Sam Bennett \| Irland \| Bora-Hansgrohe \| + 29 s \| \| 7. \| Jake Stewart \| Vereinigtes Königreich \| Groupama-FDJ \| + 29 s \| \| 8. \| Kaden Groves \| Australien \| Team BikeExchange-Jayco \| + 29 s \| \| 9. \| Mads Pedersen \| Dänemark \| Trek-Segafredo \| + 29 s \| \| 10. \| Daniel McLay \| Vereinigtes Königreich \| Arkéa-Samsic \| + 29 s \| |                     |                        |                         |                 |
| |                     |                        |                         |                 |
| Quelle: ProCyclingStats |                     |                        |                         |                 |
| Etappenergebnis |                     |                        |                         |                 |
| Fahrer | Fahrer              | Land                   | Team                    | Zeit            |
| 1. | Jesús Herrada       | Spanien                | Cofidis                 | 4 h 30 min 58 s |
| 2. | Samuele Battistella | Italien                | Astana Qazaqstan Team   | + 0 s           |
| 3. | Fred Wright         | Vereinigtes Königreich | Bahrain Victorious      | + 0 s           |
| 4. | Jimmy Janssens      | Belgien                | Alpecin-Deceuninck      | + 0 s           |
| 5. | Harry Sweeny        | Australien             | Lotto-Soudal            | + 0 s           |
| 6. | Sam Bennett         | Irland                 | Bora-Hansgrohe          | + 29 s          |
| 7. | Jake Stewart        | Vereinigtes Königreich | Groupama-FDJ            | + 29 s          |
| 8. | Kaden Groves        | Australien             | Team BikeExchange-Jayco | + 29 s          |
| 9. | Mads Pedersen       | Dänemark               | Trek-Segafredo          | + 29 s          |
| 10. | Daniel McLay        | Vereinigtes Königreich | Arkéa-Samsic            | + 29 s          |

## Gesamtstände
| \| Gesamtwertung \| Gesamtwertung \| Gesamtwertung \| Gesamtwertung \| Gesamtwertung \| \| Fahrer \| Fahrer \| Land \| Team \| Zeit \| \| ------------- \| ------------------ \| ---------------------- \| ----------------------- \| ---------------- \| \| 1. \| Remco Evenepoel \| Belgien \| Quick-Step Alpha Vinyl \| 25 h 21 min 34 s \| \| 2. \| Rudy Molard \| Frankreich \| Groupama-FDJ \| + 21 s \| \| 3. \| Enric Mas \| Spanien \| Movistar Team \| + 28 s \| \| 4. \| Primož Roglič \| Slowenien \| Jumbo-Visma \| + 1 min 01 s \| \| 5. \| Juan Ayuso \| Spanien \| UAE Team Emirates \| + 1 min 12 s \| \| 6. \| Pavel Sivakov \| Frankreich \| Ineos Grenadiers \| + 1 min 27 s \| \| 7. \| Tao Geoghegan Hart \| Vereinigtes Königreich \| Ineos Grenadiers \| + 1 min 27 s \| \| 8. \| Carlos Rodríguez \| Spanien \| Ineos Grenadiers \| + 1 min 34 s \| \| 9. \| Simon Yates \| Vereinigtes Königreich \| Team BikeExchange-Jayco \| + 1 min 52 s \| \| 10. \| João Almeida \| Portugal \| UAE Team Emirates \| + 1 min 54 s \| |                    |                        |                         |                  |
| |                    |                        |                         |                  |
| Quelle: ProCyclingStats |                    |                        |                         |                  |
| Gesamtwertung |                    |                        |                         |                  |
| Fahrer | Fahrer             | Land                   | Team                    | Zeit             |
| 1. | Remco Evenepoel    | Belgien                | Quick-Step Alpha Vinyl  | 25 h 21 min 34 s |
| 2. | Rudy Molard        | Frankreich             | Groupama-FDJ            | + 21 s           |
| 3. | Enric Mas          | Spanien                | Movistar Team           | + 28 s           |
| 4. | Primož Roglič      | Slowenien              | Jumbo-Visma             | + 1 min 01 s     |
| 5. | Juan Ayuso         | Spanien                | UAE Team Emirates       | + 1 min 12 s     |
| 6. | Pavel Sivakov      | Frankreich             | Ineos Grenadiers        | + 1 min 27 s     |
| 7. | Tao Geoghegan Hart | Vereinigtes Königreich | Ineos Grenadiers        | + 1 min 27 s     |
| 8. | Carlos Rodríguez   | Spanien                | Ineos Grenadiers        | + 1 min 34 s     |
| 9. | Simon Yates        | Vereinigtes Königreich | Team BikeExchange-Jayco | + 1 min 52 s     |
| 10. | João Almeida       | Portugal               | UAE Team Emirates       | + 1 min 54 s     |

| Punktewertung | Punktewertung       | Punktewertung          | Punktewertung          | Punktewertung |
| Fahrer        | Fahrer              | Land                   | Team                   | Punkte        |
| ------------- | ------------------- | ---------------------- | ---------------------- | ------------- |
| 1.            | Sam Bennett         | Irland                 | Bora-Hansgrohe         | 142 P.        |
| 2.            | Mads Pedersen       | Dänemark               | Trek-Segafredo         | 127 P.        |
| 3.            | Fred Wright         | Vereinigtes Königreich | Bahrain Victorious     | 64 P.         |
| 4.            | Marc Soler          | Spanien                | UAE Team Emirates      | 47 P.         |
| 5.            | Primož Roglič       | Slowenien              | Jumbo-Visma            | 41 P.         |
| 6.            | Remco Evenepoel     | Belgien                | Quick-Step Alpha Vinyl | 41 P.         |
| 7.            | Daniel McLay        | Vereinigtes Königreich | Arkéa-Samsic           | 41 P.         |
| 8.            | Jesús Herrada       | Spanien                | Cofidis                | 40 P.         |
| 9.            | Samuele Battistella | Italien                | Astana Qazaqstan Team  | 40 P.         |
| 10.           | Enric Mas           | Spanien                | Movistar Team          | 37 P.         |

| Bergwertung | Bergwertung        | Bergwertung            | Bergwertung             | Bergwertung |
| Fahrer      | Fahrer             | Land                   | Team                    | Punkte      |
| ----------- | ------------------ | ---------------------- | ----------------------- | ----------- |
| 1.          | Victor Langellotti | Monaco                 | Burgos-BH               | 13 P.       |
| 2.          | Jay Vine           | Australien             | Alpecin-Deceuninck      | 11 P.       |
| 3.          | Rubén Fernández    | Spanien                | Cofidis                 | 11 P.       |
| 4.          | Mark Padun         | Ukraine                | EF Education-EasyPost   | 10 P.       |
| 5.          | Jesús Herrada      | Spanien                | Cofidis                 | 10 P.       |
| 6.          | Remco Evenepoel    | Belgien                | Quick-Step Alpha Vinyl  | 6 P.        |
| 7.          | Fred Wright        | Vereinigtes Königreich | Bahrain Victorious      | 6 P.        |
| 8.          | Roger Adrià        | Spanien                | Equipo Kern Pharma      | 6 P.        |
| 9.          | Marc Soler         | Spanien                | UAE Team Emirates       | 5 P.        |
| 10.         | Lawson Craddock    | Vereinigte Staaten     | Team BikeExchange-Jayco | 5 P.        |

| Nachwuchswertung | Nachwuchswertung  | Nachwuchswertung | Nachwuchswertung       | Nachwuchswertung |
| Fahrer           | Fahrer            | Land             | Team                   | Zeit             |
| ---------------- | ----------------- | ---------------- | ---------------------- | ---------------- |
| 1.               | Remco Evenepoel   | Belgien          | Quick-Step Alpha Vinyl | 25 h 21 min 34 s |
| 2.               | Juan Ayuso        | Spanien          | UAE Team Emirates      | + 1 min 12 s     |
| 3.               | Pavel Sivakov     | Frankreich       | Ineos Grenadiers       | + 1 min 27 s     |
| 4.               | Carlos Rodríguez  | Spanien          | Ineos Grenadiers       | + 1 min 34 s     |
| 5.               | João Almeida      | Portugal         | UAE Team Emirates      | + 1 min 54 s     |
| 6.               | Gino Mäder        | Schweiz          | Bahrain Victorious     | + 2 min 03 s     |
| 7.               | Thymen Arensman   | Niederlande      | Team DSM               | + 2 min 14 s     |
| 8.               | Sergio Higuita    | Kolumbien        | Bora-Hansgrohe         | + 2 min 22 s     |
| 9.               | José Félix Parra  | Spanien          | Equipo Kern Pharma     | + 14 min 03 s    |
| 10.              | Santiago Buitrago | Kolumbien        | Bahrain Victorious     | + 20 min 24 s    |

| Mannschaftswertung | Mannschaftswertung                 | Mannschaftswertung           | Mannschaftswertung |
| Team               | Team                               | Land                         | Zeit               |
| ------------------ | ---------------------------------- | ---------------------------- | ------------------ |
| 1.                 | Bahrain Victorious                 | Bahrain                      | 75 h 18 min 43 s   |
| 2.                 | UAE Team Emirates                  | Vereinigte Arabische Emirate | + 19 s             |
| 3.                 | Ineos Grenadiers                   | Vereinigtes Königreich       | + 34 s             |
| 4.                 | Movistar Team                      | Spanien                      | + 53 s             |
| 5.                 | Bora-Hansgrohe                     | Deutschland                  | + 1 min 29 s       |
| 6.                 | EF Education-EasyPost              | Vereinigte Staaten           | + 4 min 44 s       |
| 7.                 | Jumbo-Visma                        | Niederlande                  | + 6 min 14 s       |
| 8.                 | Intermarché-Wanty-Gobert Matériaux | Belgien                      | + 9 min 04 s       |
| 9.                 | Astana Qazaqstan Team              | Kasachstan                   | + 11 min 44 s      |
| 10.                | Groupama-FDJ                       | Frankreich                   | + 17 min 13 s      |

## Ausgeschiedene Fahrer
Die folgenden Fahrer waren aus der Tour ausgeschieden:
- Remy Rochas (Cofidis) – DNF wegen Sturzfolgen
- Andrea Vendrame (AG2R Citroën Team) – DNS wegen positiven Coronatests
- Jaakko Hänninen (AG2R Citroën Team) – DNS wegen positiven Coronatests